# Juan Alfonso Pérez de Guzmán, III duca di Medina Sidonia

Stemma del Duca di Medina Sidonia

Juan Alfonso Pérez de Guzmán y Afán de Ribera (febbraio 1464 – 1507) fu il terzo duca di Medina Sidonia.

## Biografia
Ereditò i titoli paterni nel 1492, all'età di ventotto anni. Nel 1502 perse quello di marchese di Gibilterra perché il feudo fu avocato alla corona.
Si sposò due volte, e fu padre del quarto, quinto e sesto duca. Sua figlia, invece, Leonor Pérez de Guzmán y Pérez de Guzmán, sposò Giacomo di Braganza, cugino del re del Portogallo.